# 小行星4140
小行星4140（4140 Branham）是一颗绕太阳运转的小行星，为主小行星带小行星。该小行星于1976年11月11日发现。

## 轨道参数
小行星4140的轨道半长轴为3.0065351 UA，离心率为0.116。